# 1918 في مصر
تحتوي هذه المقالة على أهم الأحداث التي شهدتها مصر في 1918، إضافة إلى أهم الشخصيات المصرية المولودة والمتوفية في هذه السنة.

## الحكم
- السلطان = فؤاد الأول

علم السلطنة المصرية (من 1914 حتى 1923)

علم الوحدة الوطنية الذي استخدمه المتظاهرون ضد الحماية البريطانية على مصر في ثورة 1919، والذي اُستلهم منه العلم الأهلي بعد ذلك.

- المندوب السامي البريطاني = السير ريجنالد وينغيت (1916–1919).
- مصر وقتها كانت سلطنة، السلطنة المصرية هو اسم الدولة المصرية تحت الحماية البريطانية بين عامي 1914 و1922، حيث أعلنت الحماية البريطانية على مصر بعد عزل الإنجليز الخديوي عباس حلمي الثاني وتنصيب عمه حسين كامل سلطانا عام 1914 في بداية الحرب العالمية الأولى.[1]

## الأحـداث
- وصل وباء الإنفلونزا الإسبانية إلى مصر عام 1918، وحسب تقرير مدير الصحة العامة الإنجليزى دكتور جارمز، فإن الوفيات في مصر بسبب الإنفلونزا الإسبانية كانت 139 ألفا (1% من السكان)، وقدرها كريستوفر روز بحوالى 170 ألفا، وأصيب بها نصف مليون مصرى. ويصف طبيب اسكتلندى المرض بالسرعة الفائقة التي تؤدى إلى التهاب رئوى شديد، وكانت تصيب في الأغلب الشباب. وقد ساعد على انتشار المرض تحرك قوات الحلفاء داخل مصر، والتي تعدت مائة ألف مقاتل......أجمع المؤرخون الأجانب على أن الإنفلونزا الإسبانية أثرت على مصر تأثيراً كبيراً، فأغلقت المدارس والجامعة ودور اللهو والأسواق والمحاكم وأغلق الأزهر أبوابه وألغى الاحتفال بمولد النبى ومنعت الجنازات، ولكن المؤرخين المصريين لم يؤرخوا لهذا الوباء، وعلى رأسهم عبد الرحمن الرافعى، المؤرخ العمدة المعاصر للأحداث.[2]

### أكتوبر
- 29 أكتوبر - الأمير عمر طوسون كان أول من فكر في تأليف وفد للمطالبة بحقوق مصر في مؤتمر الصلح في باريس، وقد التقى بسعد زغلول ليلة 9 أكتوبر سنة 1918 في حفلة أقامها رشدي باشا بكازينو سان استفانو احتفالا بعيد جلوس السلطان (الملك) أحمد فؤاد، وذلك قبل الهدنة، فأفضى إليه بهذه الفكرة، فأقرها سعد ووافق عليها. ووعد الأمير بأن يفاتح أصدقاءه بالقاهرة في تنفيذها، وأعاد الأمير الكرة عليه يوم 23 أكتوبر في حفلة شاي أقامها السير رجنلد ونجت تكريماً للسلطان فؤاد برمل الإسكندرية، ثم التقى به غداة ذلك اليوم بالقطار الذي أقلهما إلى القاهرة، وحادثه أيضاً في هذا الصدد. ثم عاد الأمير إلى الإسكندرية، منتظراً ما ينبئه به سعد باشا من نتائج مسعاه مع أصدقائه، فلم يتلق منه جواباً.

### نوفمبر
- 18 نوفمبر - تشكل الوفد الذي ضم سعد زغلول وعبد العزيز فهمي وعلي شعراوي وأحمد لطفي السيد ومكرم عبيد وفخر الدين المفتش وآخرين.. وأطلقوا على أنفسهم «الوفد المصري».
- 20 نوفمبر - طلب سعد زغلول من قيادة الجيش الإنجليزي جوازاً له ولأعضاء الوفد بالسفر إلى أنجلترة. فردت عليه السلطة في اليوم التالي بأن ظلبه سينظر فيه في أقرب وقت ممكن. فلما أبطأت في الرد أرسل إليها في 28 نوفمبر يستعجل النظر في طلبه، فجاءه منها الرد في اليوم التالي بأن: «قد عرضت صعوبات تمنع من اجابته إلى طلبه في الوقت الحاضر. ومتى زالت تلك الصعوبات ستبادر بإعظائه وصحبه الجوازات التي يطلبونها.»

## مواليد
- 15 يناير - جمال عبد الناصر، ثاني رئيس لمصر.
- 15 يناير - تمام حسان، نحوي ولغوي مصري.
- 8 فبراير - حسين الشافعي، نائب رئيس جمهورية مصر العربية.
- 17 فبراير - ليلى مراد، ممثلة ومغنية مصرية.
- 13 أغسطس - علي الزرقاني، كاتب وروائي مصري.
- 15 أغسطس - محمد فوزي، موسيقي مصري.
- 25 ديسمبر - محمد أنور السادات، ثالث رئيس لمصر.

## وفيات
- 17 أكتوبر - ملك حفني ناصف، أديبة مصرية وداعية للإصلاح الاجتماعي، وإنصاف وتحرير المرأة المصرية في أوائل القرن العشرين.